# Préludes (Debussy)
I Préludes sono due raccolte di brani per pianoforte composte da Claude Debussy fra il 1909 e il 1913. Le raccolte, denominate solitamente Premier livre e Deuxième livre, contengono ciascuna 12 brani di tonalità e ispirazioni differenti.
Il titolo è un evidente riferimento ai 24 brani dell'opera omonima di Fryderyk Chopin, il quale si era a sua volta ispirato ai 48 preludi del Clavicembalo ben temperato di Johann Sebastian Bach. In questi autori il numero 12 (o multiplo) si lega alle diverse tonalità in successione, cosa che non è presente nel lavoro di Debussy. La sua opera si distacca infatti da questi modelli per l'assenza di un ordine programmatico nella scelta della tonalità dei pezzi e più in generale per una maggiore libertà formale. I Préludes di Debussy non si possono infatti considerare preludi in senso classico e rifuggono da qualsiasi forma codificata. In molti casi, raggiungono una notevole complessità strutturale e richiedono all'esecutore un'estrema padronanza della tecnica pianistica.
Come in altre opere dello stesso compositore (ad esempio Estampes o Images), l'ispirazione naturalistica è a tratti molto evidente, quasi al limite dell'onomatopea. Debussy tentò di sfuggire alla qualifica di "musicista a programma" scrivendo i titoli alla fine di ogni pezzo, anziché all'inizio, per non influenzare in alcun modo l'interpretazione attraverso suggestioni extra-musicali. L'espediente si rivelò piuttosto inutile: oggi è comune riferirsi ai vari brani usando il titolo, piuttosto che il numero d'ordine all'interno della raccolta. Secondo Alfred Cortot fu come «desiderare che il piacere del lettore fosse di indovinare il sentimento che è reso musicalmente e che dalla verifica di un sentimento giusto potesse nascere una sorta di intima effusione».

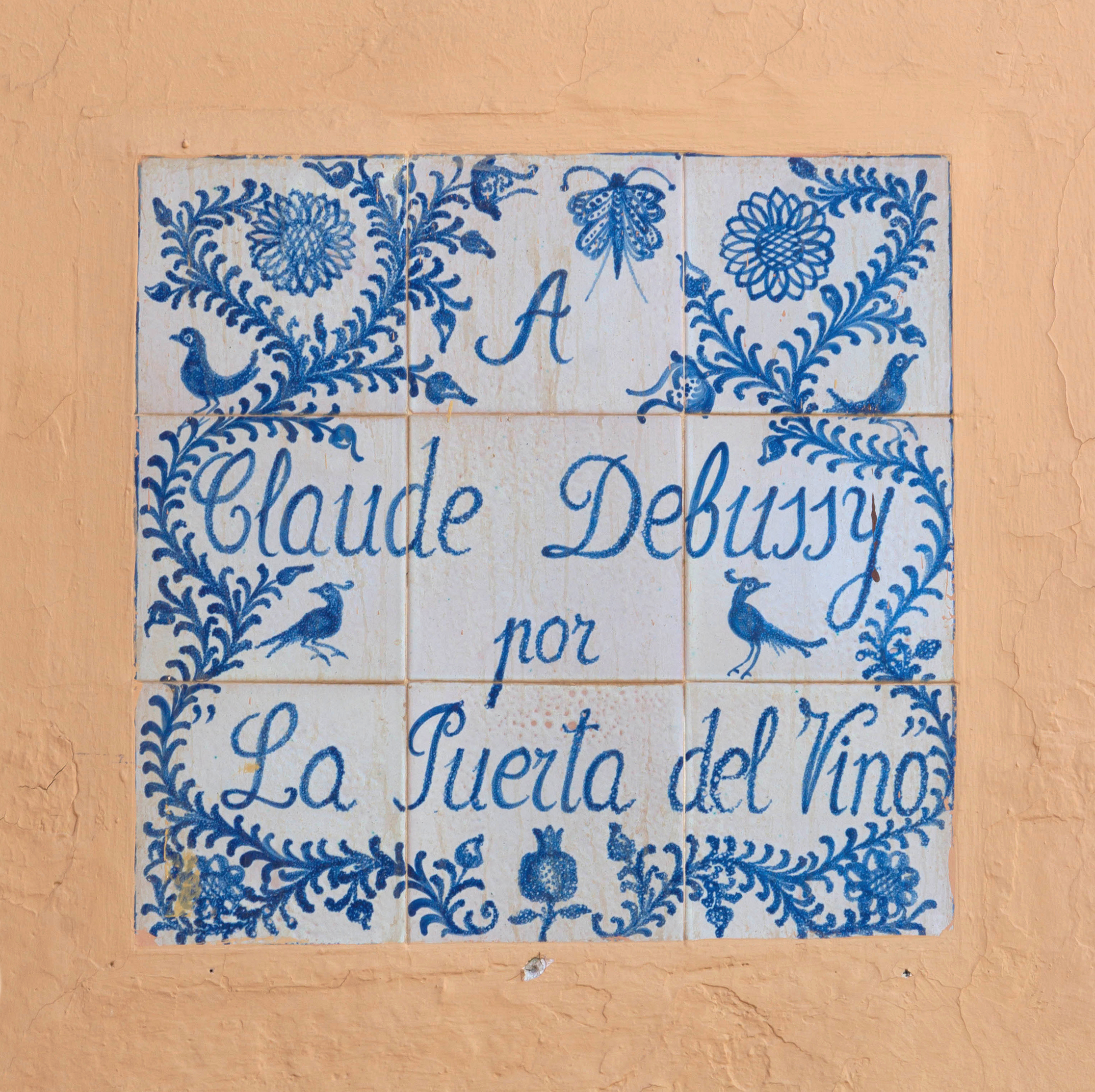
Omaggio a Debussy all'Alhambra di Granada

## Premier livre
Fu composto in un impeto di fervore creativo nell'arco di poco più di due mesi, fra il dicembre 1909 e il febbraio 1910. Quasi tutti i Préludes portano la data di composizione e tutto fa intendere che ognuno di essi sia stato scritto in un solo giorno. Alcuni di quelli senza data sono di lunghezza maggiore, probabilmente richiesero più tempo per la composizione. Questa raccolta dimostra ancora una volta come il pianoforte fosse l'unico strumento che riuscisse veramente a ispirare il musicista dandogli un vero slancio compositivo. L'opera venne data per la pubblicazione all'editore Durand per la somma di settemila franchi. La prima esecuzione avvenne in più riprese fra il 25 maggio 1910 e il 29 marzo 1911 per la Société Musicale Indépendante; lo stesso Debussy eseguì quattro dei suoi preludi il 25 maggio. Questa prima parte contiene alcuni fra i più celebri brani del compositore francese, come La fille aux cheveux de lin o La Cathédrale engloutie.
- 1. Danseuses de Delphes, Lent et grave, doux et soutenu (Si bemolle maggiore), composto il 7 dicembre 1909. Debussy raccontò a una sua ammiratrice inglese, Louise Shirley Liebich, di essersi ispirato per questo brano a una colonna vista al Museo del Louvre posta in cima a una scalinata; l'opera era una copia in gesso di un reperto da poco trovato durante degli scavi archeologici a Delfi. Sulla colonna erano rappresentate tre figure di danzatrici che, nel loro immaginario movimento,  suggerirono a Debussy una partitura dall'armonia particolare, fatta di alternanze di perfetti accordi tonali e di sfumate dissonanze[1]. Musicalmente il brano è di un raro equilibrio, dove ogni accordo, ogni sequenza, ogni effetto è studiato accuratamente e sapientemente dosato. Sentendo Debussy suonare le Danseuses de Delphes la signora Liebich affermò che «era come sentire un poeta che declama alcune delle sue liriche più delicate».[5]
- 2. Voiles, Modéré, dans un rythme sans rigueur et caressant, composto il 12 dicembre 1909. Il titolo non ha una chiara ispirazione; potrebbe riferirsi tanto alle vele delle imbarcazioni quanto ai veli, come quelli lasciati cadere da Salomé nell'omonima opera di Richard Strauss che Debussy aveva visto rappresentata nel maggio 1907[1] o anche a quelli usati dalla ballerina Loïe Fuller che tanto successo aveva in quegli anni sulle scene parigine.[6] La partitura, non presentando armatura in chiave, riconduce il brano alla tonalità di Do maggiore. Tuttavia il discorso tonale rimane sospeso, dal momento che Debussy adopera nel brano scale musicali difettive, nello specifico la scala esatonale e la scala pentafonica; infatti il brano presenta due sezioni totalmente esatonali che racchiudono un episodio centrale pentatonico.[1] Gli elementi tematici vengono giustapposti senza influenzarsi tra di loro, in una messa in scena di temporalità divergenti, ma simultanee. Sul piano armonico, si può notare un uso defunzionalizzato dell'armatura in chiave, sia per via della latitante tonalità d'impianto, sia nella sezione a cinque bemolli, dove le alterazioni non indicano le rispettive tonalità (Re bemolle maggiore/Si bemolle minore) ma servono all'autore per facilitare la lettura sui soli tasti neri del pianoforte.
- 3. Le vent dans la plaine, Animé, aussi légèrement que possible (Mi bemolle minore), composto l'11 dicembre 1909. Il titolo deriva da un verso del poeta settecentesco Charles Simon Favart posto come epigrafe alla lirica di Paul Verlaine C'est l'extase (Le vent dans la plaine suspend son haleine) che Debussy aveva già utilizzato nelle sue Ariettes oubliées. Con uno stile simile a una toccata, il brano si presenta animato, veloce come suggerisce il correre del vento sulla pianura e dove le rapide sestine si susseguono per poi quietarsi; la musica è di un raffinato virtuosismo e presenta l'insidia maggiore nel riuscire a suonare piano, con delicatezza, con grande leggerezza come indicato dall'autore in partitura.
- 4."Les sons et les parfums tournent dans l'air du soir", Modéré, harmonieux et souple (La maggiore). L'indicazione del preludio corrisponde a un verso di Charles Baudelaire tratto dalla lirica Harmonie du soir appartenente alla raccolta Les Fleurs du mal; sul testo di questa poesia, dalla grande musicalità, Debussy aveva già composto un brano che incluse nel ciclo Cinq poèmes de Baudelaire. Il prélude si pone al di fuori di ogni forma musicalmente conosciuta; la partitura avanza a frammenti, presenta infatti una sorta di sequenze di immagini che si legano solo con riproposizioni e successioni cromatiche di accordi, ma non vi è null'altro di tradizionale. I suoni e i profumi, immaginari, che volteggiano nell'aria della sera sono un riflesso del valzer malinconico suggerito dai versi del poeta; la morbidezza del suono e la straordinaria novità dell'armonia non si riallacciano né al simbolismo né all'impressionismo, ma creano un tessuto musicale innovativo e affascinante.[1].
- 5. Les collines d'Anacapri, Très modéré en alternance avec Vif (Si maggiore), composto il 26 dicembre 1909 Probabilmente Debussy non visitò mai Capri, se non, forse, ma senza certezze, durante i suoi viaggi con M.me von Meck in giro per l'Italia;[4] pare che il brano sia stato ispirato al musicista da un'etichetta di un vino di Anacapri su cui erano raffigurati paesaggi dell'isola.[7] All'inizio del pezzo si sente un suono di campane ovattato in lontananza seguito da un motivo simile a una tarantella e quindi, sorprendentemente vista l'ambientazione, una habanera. Il brano, a tratti piuttosto vivace, vuole ricordare i colorati paesaggi mediterranei.
- 6. Des pas sur la neige, Triste et lent (Re minore), composto il 27 dicembre 1909. Totalmente diverso dal precedente questo brano suggerisce un'ambientazione malinconica e dolente. La musica è costruita essenzialmente su due note che costituiscono un unico motivo ossessivo, come dei lenti passi sulla neve. Secondo le indicazioni scritte dall'autore in partitura «il ritmo deve avere il valore sonoro di un fondo di paesaggio triste e ghiacciato». L'unico segnale umano nella desolazione sono questi passi sulla neve, come un'immagine bloccata nel tempo, una fotografia piena di sensazioni profonde, intense, «come un tenero e triste rimpianto».[1]
- 7. Ce qu'a vu le vent d'Ouest, Animé et tumultueux (Fa diesis minore). Il brano è un esempio di virtuosismo pianistico che si riallaccia alle composizioni di Franz Liszt, in particolare a Orage tratto da Anneés de pèlerinage a cui è accomunato dalle difficoltà tecniche. Nel pezzo si può anche notare un riflesso de La Mer, dove il vento dell'Ovest è il vento dell'Atlantico, portatore di tempeste.[8] Lo spunto per la composizione viene però da una novella di Hans Christian Andersen, Il giardino del Paradiso; nel racconto un principe, vagando nella foresta, incontra una vecchia che è la madre dei Venti; giunge quindi il Vento dell'Ovest che narra come egli giunga da lontano e di aver visto deserti e foreste, fiumi profondi e animali, racconta di aver soffiato tempeste facendo cadere alberi e di aver fatto capriole nella savana...Tutto questo tumulto è raccontato musicalmente da Debussy in un brano animato, veloce come la furia del vento.[1]

- 8. La fille aux cheveux de lin, Très calme et doucement expressif (Sol bemolle maggiore), composto il 16 gennaio 1910. Qui l'ispirazione è data da una lirica di Leconte de Lisle, tratta dalle Chansons écossaises (Chi canta nel primo mattino? la bella con chiome di lino). Tra tutti i preludi questo è uno dei più semplici e lineari; è come una canzone lieve dalle colorazioni sfumate dove la melodia passa da note acute per poi scendere a quelle più basse; la realizzazione pianistica non è però facile, richiede una grande leggerezza e delicatezza di tocco, "senza pesantezza" come scrive l'autore.
- 9. La sérénade interrompue, Modérément animé (Si bemolle minore). L'atmosfera muta decisamente in questo nono preludio e tocca un clima divertente da commedia dell'arte. Il brano, dagli aspetti spagnoleggianti, presenta un chitarrista che prova il suo strumento suonando alcuni accordi, ma quando inizia la sua serenata viene interrotto nell'esecuzione da un "incidente", forse una corda spezzata o una finestra chiusa sbattendo le imposte. Il suonatore riprende, ma questa volta è interrotto da altri musicisti poco distanti; al chitarrista non resta che allontanarsi. La musica che interrompe è una citazione da Ibéria, Le matin d'un jour de fête, scritta da Debussy nello stesso periodo.[1]
- 10. La Cathédrale engloutie, Profondément calme, dans une brume doucement sonore (Do maggiore). Debussy si ispirò per questo pezzo a una leggenda bretone sulla città di Ys sommersa dal mare a causa del comportamento degli abitanti. Probabilmente il compositore venne a conoscenza della storia grazie all'opera Le Roi d'Ys di Édouard Lalo che fu rappresentata nel 1888. Come ne Les collines d'Anacapri, anche questo brano è introdotto dalle campane, quelle della Cattedrale che riaffiora all'alba dall'acqua avvolta "nella nebbia dolcemente sonora", come indica il musicista. Altri suoni onomatopeici si aggiungono, come la voce dell'organo e il movimento delle onde, il tutto reso con sonorità magiche di grande effetto; il suono dell'organo aumenta quindi di intensità fin tanto che la Cattedrale è emersa dal mare per poi attutirsi piano piano quando l'isola di Ys torna a essere sommersa.
- 11. La danse de Puck, Capricieux et léger (Mi bemolle maggiore), composto il 4 febbraio 1910. Il brano vuol essere un divertente ritratto del folletto Puck uscito dalle pagine del Sogno di una notte di mezza estate. Debussy inizia la partitura con diciassette battute costruite su arabeschi veloci che sono seguiti dalla stessa melodia da essi delineata con diverse variazioni ripetute più volte.[1] Un continuo mutamento di tempi e di ritmi rievoca la danza del folletto che ora appare ora svanisce in modo sempre imprevedibile.
- 12. Minstrels, Modéré, nerveux et avec humour (Sol maggiore), composto il 5 gennaio 1910. Debussy era rimasto affascinato da alcuni spettacoli, importati dagli Stati Uniti, che giravano per l'Europa alla fine dell'800; erano una sorta di varietà dove la musica popolare afro-americana e le prime note di jazz costituivano la base per numeri di canto e danza caratterizzati dall'uso di percussioni, da notevoli controtempi e suoni onomatopeici; numeri divertenti che potrebbero essere definiti da Music-hall.[8] Minstrels è un riflesso di quel mondo, un brano di allegra disinvoltura che ricorda questa sorta di trovate musicali, come una scena un po' grottesca che ripropone numeri di artisti di cabaret.

## Deuxième livre
Il secondo libro dei Préludes fu composto, con una lunga elaborazione, fra il 1911 e il 1912. L'opera non venne eseguita integralmente, come del resto nemmeno il primo libro; il 5 aprile 1913 alla Société Nationale de Musique vennero eseguiti il 4º, 7º e il 12º preludio, mentre il 10º fu suonato la prima volta il 19 giugno; tutti gli altri erano stati già eseguiti insieme il 1º marzo. Il lavoro fu consegnato nell'aprile 1913 all'editore Durand per la pubblicazione. È un lavoro più complesso e meno immediato del precedente, e risente di suggestioni esotiche. Come aveva già fatto in Images anche qui Debussy scrive i suoi brani, per lo meno parzialmente, su tre pentagrammi anziché su due, per enfatizzare la ripartizione delle voci nei differenti registri, sottolineandone spesso una principale che presenta abbellimenti eseguiti prima da una mano e poi dall'altra.
- 1. Brouillards, Modéré, extrêmement égal et léger (senza indicazione di tonalità). I preludi del Secondo libro hanno quasi sempre uno stretto legame con quelli del Primo, spesso per un accostamento di immagini. Brouillard ricorda a tratti Voiles, anche se per struttura musicale se ne distacca sensibilmente.[1] Inizialmente, senza notazione di tonalità, il brano si presenta con una base armonica indefinita e con un ritmo che non ha riferimenti precisi. La parte più caratteristica, che ricorda le nebbie sfuggenti, è nella seconda metà del preludio dove la melodia è accompagnata da una lunga serie di arpeggi velocissimi che vanno dal registro medio del pianoforte fino a quello più acuto.[8]
- 2. Feuilles mortes, Lent et mélancolique (Do diesis minore). Il richiamo a Les sons et les parfums tournent dans l'air du soir del libro precedente è sottolineato dal tempo ternario, molto lento e dal cromatismo accentuato. Nuovo è invece l'impiego delle diverse sonorità dello strumento realizzato da una nuova modalità di presa sulla tastiera, con un attacco che realizza delle connotazioni timbriche inusuali.[8] L'atmosfera è malinconica, autunnale come suggeriscono le foglie morte che, con estrema lentezza, volteggiano e cadono creando così quella dinamica rarefatta e contenutissima che è la caratteristica del brano.
- 3. La Puerta del Vino, Mouvement de Habanera, avec de brusques oppositions d'extrême violence et de passionnée douceur (Re bemolle minore). Questo terzo preludio si può accostare a La sérénade interrompue se non altro per l'ambientazione spagnola, ma anche per certe contrapposizioni violente presenti in entrambi i pezzi. La Puerta del Vino è una delle porte dell'Alhambra di Granada che Debussy vide raffigurata su una cartolina. La Spagna moresca aveva sempre affascinato il musicista; per lui rappresentava un mondo esotico, fiabesco, dove avrebbe voluto andare. L'immagine di Granada era già stata evocata ne La soirée dans Grenade, nelle Estampes, scritta nel 1903; già allora era presente il ritmo di Habanera che caratterizza anche questo brano per tutta la sua durata, con un movimento sostenuto dalla parte bassa della tastiera.

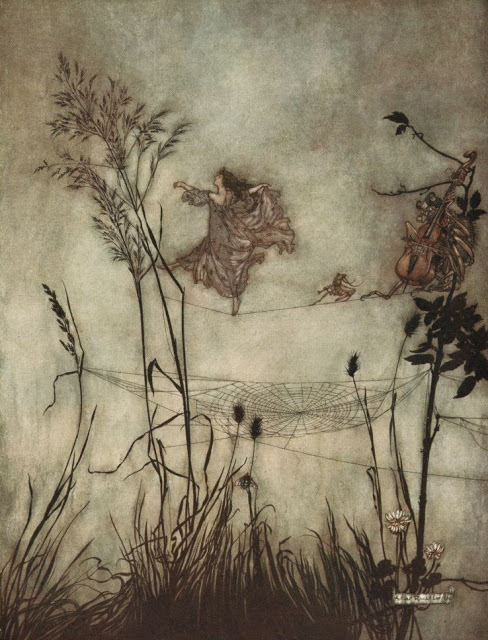
Arthur Rackham. The fairies are exquisite dancers

- 4. "Les fées sont d'exquises danseuses", Rapide et léger (Re bemolle maggiore). Secondo alcuni studiosi il titolo farebbe riferimento a un'illustrazione di Arthur Rackham creata per il libro di James Matthew Barrie Peter Pan in Kensington Gardens che Debussy aveva regalato alla figlia nel 1912[8]. Il musicista riprende la grazia e la vivacità dell'illustrazione rappresentando musicalmente un'immagine aerea della fata danzante su di un filo con accenni a temi di valzer, gli improvvisi cambi di tempo e la leggerezza della scrittura avvalorano questa impressione. Il brano è di grande virtuosismo, ricco di abbellimenti (numerosissimi i trilli) e di rapidi e leggeri arpeggi.
- 5. Bruyères, Calme, doucement expressif (La bemolle maggiore). Il brano inizia in una maniera molto simile a La fille aux cheveux de lin , è infatti altrttanto lineare e melodico anche se tecnicamente più complesso. La musica pacata e dolcemente malinconica richiama paesaggi di brughiere tranquilli e solitari.
- 6. Général Lavine - eccentric[9], Dans le style et le mouvement d'un Cake-walk (Fa maggiore). Di tutt'altro genere e carattere è questo sesto preludio dalle sonorità forti e decise. Il brano è stato suggerito a Debussy dal clown americano Edward Lavine che aveva creato il personaggio del Generale Lavine, "l'uomo che fu soldato tutta la vita"[8] proponenolo a Parigi tra il 1910 e il 1912. Le sonorità stridenti, come indicato in partitura, i rulli di tamburo, le improvvise sonorità in forte e fortissimo descrivono questa macchietta con uno stile di Cakewalk, la danza afro-americana già utilizzata dal musicista nel suo Children's Corner.
- 7. La terrasse des audiences du clair de lune, Lent (Fa diesis maggiore). Il riferimento deriva molto probabilmente da un articolo dello storico René Puaux, pubblicato su Le Temps del 10 agosto 1912, che descriveva una sua visita alla fortezza abbandonata di Amber presso Jaipur in India. Debussy, leggendo questa descrizione, rimase impressionato dal racconto dei palazzi deserti di questa costruzione quasi fiabesca con «la sala della vittoria, la sala del piacere, i giardini dei sultani, la terrazza delle udienze del chiaro di luna, i corridoi delle regine».[1] La musica però non ha nulla di ispirazione indiana e nemmeno orientale. Questo fra tutti i brani dei due libri è uno dei più particolari e complessi e ha una costruzione simile ai preludi scritti nel periodo romantico. Musicalmente è caratterizzato da una grande estensione che va dalle note più basse e quelle più acute della tastiera, ottenuta soprattutto dall'uso dei tre pentagrammi che permettono a due sole mani di realizzare tre diversi piani sonori, creando così una musica di grande respiro.
- 8. Ondine, Scherzando (Re maggiore). È uno dei preludi dove l'effetto impressionistico è più evidente con accenni a temi di danza e di canto della ninfa Ondina che si muove sinuosa fra le acque in modo scherzoso, ma anche suadente. Particolare è la costruzione armonica che è innovativa e si avvicina alla politonalità.
- 9. Hommage à S. Pickwick Esq. P.P.M.P.C., Grave (Fa maggiore). Debussy amava molto Charles Dickens e questo preludio vuole proprio essere un omaggio a una delle sue opere più note. Il brano inizia con un primo tema sulle note basse che è un chiaro riferimento all'inno inglese God Save the King; subito dopo ecco apparire il secondo tema che con l'indicazione Amabile descrive la cortesia e la gentilezza tutta britannica del personaggio di Samuel Pickwick, "Presidente Perpetuo Membro del Circolo Pickwick". Il brano si presenta come una piccola e ironica scena nelle vie di Londra che si conclude con una breve aria di danza fischiettata probabilmente dal giovane Sam Weller, amico di Pickwick[1].
- 10. Canope, Très calme et doucement triste (Re minore).Il richiamo al primo preludio del Libro primo Danseuses de Delphes è evidente per la suggestione dell'elemento arcaico; non è improbabile che Debussy avesse visto esposti, sempre al Louvre, alcuni vasi canopi, le urne funerarie utilizzate dagli Egizi. L'evocazione dell'antica civiltà egizia e la suggestione contemplativa del brano sono però molto lontane musicalmente dall'alternanza di dissonanze e di perfette triadi dell'altro preludio; qui gli accordi paralleli creano un'atmosfera solenne e meditativa interrotta solo da accenni cromatici di un tema che ricorda le sonorità di uno strumento a fiato; il tema infatti si ispira proprio al motivo iniziale del flauto nel Prélude à l'après-midi d'un faune.[8]
- 11. Les tierces alternées, Modérément animé (Do maggiore). Questo brano venne incluso da Debussy all'ultimo minuto prima di consegnare il Secondo libro all'editore. Il pezzo che doveva far parte inizialmente della raccolta era Tomai des éléphants il cui titolo era tratto da Il libro della giungla di Kipling. Il musicista però giudicò questa partitura assolutamente poco adatta a essere inclusa fra i Préludes e compose velocemente Les tierces alternées.[1] Il brano potrebbe benissimo essere classificato come Studio in quanto affronta una pura difficoltà di tecnica pianistica: l'esecuzione di bicordi su intervalli di terza usando alternativamente le due mani[8]; nessuna ispirazione naturalistica o letteraria, solo il rincorrersi delle mani sulla tastiera con un unico accenno di melodia espressa con estrema leggerezza di tocco.

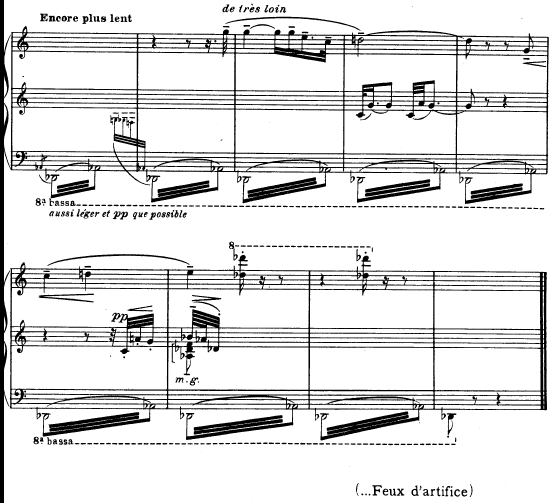
Pagina finale di Feux d'artifice

- 12. Feux d'artifice, Modérément animé, léger, égal et lointain (Fa maggiore). Come nel Primo libro anche qui Debussy termina la raccolta con un brano dalle sonorità forti e incisive. La tecnica pianistica del compositore giunge a vere e proprie esplorazioni delle possibilità dello strumento il cui timbro viene sfruttato in molteplici maniere per rendere, simbolicamente, ogni aspetto della festa che culmina con i fuochi d'artificio. La rappresentazione del giorno di festa, probabilmente il 14 luglio, è chiaramente suggerita nella parte finale con la citazione di un accenno della Marsigliese. Il virtuosismo è di altissimo grado; anche qui, come nel precedente preludio, l'esecuzione può essere a livello di alcuni dei più difficili Études ed è derivata dal ricordo di alcune pagine di Franz Liszt, come per esempio gli arpeggi velocissimi che abbracciano tutta la tastiera, sfruttando i tre pentagrammi, o gli enfatici glissando a due mani.